# مارغريت جاكوب
مارغريت جاكوب (بالإنجليزية: Margaret Jacob)‏ هي مؤرخة أمريكية، ولدت في 9 يونيو 1943 في نيويورك في الولايات المتحدة.